# Municipio Torbes (Táchira)
Torbes es uno de los veintinueve municipios que forman parte del Estado Táchira en Los Andes de Venezuela. Su capital es la población de San Josecito. Tiene una extensión de 110 km², según estimaciones del INE su población para el año 2023 es de 51 326 habitantes.

## Historia
La historia del municipio se abre junto a la del Táchira en 1647 en ese año gobernaba la ciudad de El Tocuyo, segunda capital de Venezuela; el Lcdo. Juan Pérez Tolosa, hombre ilustrado ecuánime y pasado de dotes de progreso y justicia, dispuso la expedición en febrero de ese año, y bajo por los llanos hasta encontrar el río apure. la expedición que buscaba descubrir y explorar las sierras nevadas de Mérida y abrir en camino al nuevo reino de granada, estaba conformada por cien hombres el jefe de la expedición era Alfonso Pérez Tolosa, por maestro de campo venía Diego de Lozada futuro fundador de Caracas. Expedicionaba con ellos el famoso conquistador Pedro de Limpias, llegando al Apure los expedicionarios remontaron este río hasta descubrir el Uribante y llegaron a río frío hasta encontrar el Torbes, descubrieron los españoles la hermosa región de san Josecito, habitada por una tribu de indígenas muy rebeldes, a las que los futuros habitantes de San Cristóbal llamarían indios de río abajo. Estos indios ya tenían noticia de la presencia de los blancos en el nuevo mundo por las anteriores expediciones de Ambrosia Alfinger en 1533 en Chinácota y por la expedición de Nicolás de Federman. 
El origen del nombre de San Josecito viene desde 1970 cuando el Sr. Fredith Rigoberto Roa, hijo de Jose Rigoberto Roa antiguo ocupante de los terrenos que ahora conforma el municipio,  funda el taller “San Josecito” de grúas y mecánica general cercano a la Troncal 5 en el sector que se le llamaba para entonces “Corocito”.  La iglesia San José Obrero está sobre los cimientos de lo que fue el Taller San Josecito.
El Instituto Nacional de la Vivienda (INAVI) cuando comenzó a gestionar la adquisición de terrenos de propiedad privada, todo esto a partir del año 1976, cuando se dio inicio a un reconocimiento geotécnico de los terrenos con la finalidad de estudiar la factibilidad para el desarrollo de conjuntos habitacionales. Que era en esta primera etapa se realizan los desarrollos habitacionales como: San Josecito I, San Josecito II, Luis Moncada, Luisa Teresa Pacheco y Juan Pablo II, a partir de allí comienza el proceso de invasiones sucesivas entre los años 1978 y 1987 originándose los barrios Los Próceres, Un Solo Pueblo, Walter Márquez, Simón Bolívar; igualmente se ocupa otra área restante para dar origen y conformarse la Floresta II y los nueve sectores que conforman el Pedro Humberto Duque, denominados desde la letra A,B,C hasta la I, siendo estos los de formación reciente. Posteriormente surgen los nuevos desarrollos habitacionales de INAVI ubicados en el Palmar de La Copé denominado Urb. Cesar Morales Carrero, I, II, III, IV, V, El Sector Viejo Terrazas del Palmar I y II. Se eleva a municipio en el año 1995, separándose del Municipio San Cristobal pasando a ser Municipio Torbes.
Cabe destacar que Torbes es un municipio que tiene una condición social bastante empobrecida. Los pobladores de esta tierra son personas que desean surgir, salir adelante, que han encontrado muchos obstáculos, estos principalmente están enmarcados por las dificultades que han tenido para el acceso a la educación, a fuentes de empleo permanentes que le permitan prosperar en términos económicos y de esta manera poseer una vida digna como las que realmente merecemos todos los venezolanos. En Torbes hay garantía de mano de obra calificada pero que es sub-utilizada y mal remunerada por la práctica de la explotación de acuerdo a la necesidad del ciudadano.

### Himno del Municipio Torbes
"Un Canto al Torbes"
Letra y Música: J. Ramón Moreno L.
Arreglos: T.S.U Victor Rodríguez.
Coro
Con altivez y honor el Municipio Torbes
señor es mi patria y de Bolivar,
es mi patria y de Bolivar libertador. (Bis)
I
Está formado por Vega de aza con el Corozo, las Minas son,
con el Palmar viejo y el nuevo con Agua Dulce y la Palmita san Josécito es la capital
II
Era una hacienda la San José años setenta-setenta y seis así fundado San Josécito,
ahora elevado a Municipio años Noventa-Noventa y cinco.
III
Hombres, Mujeres son laboriosos agricultores, pintores son,
llevan muy alto la voz al cielo. San Josécito del Torbes Soy (Bis)
IV
!Suelten cadenas; Grita mi pueblo Bolivarianos Con Viva Voz Hombres,
Mujeres con mucho Orgullo cantan al Torbes mi gran Región (Bis)

## Geografía

### Límites
- Al norte: con el municipio San Cristóbal.
- Al sur: con el municipio Fernández Feo y Córdoba.
- Al este: con el municipio Fernández Feo.
- Al oeste: con los municipios Córdoba y San Cristóbal

### Relieve
El municipio por estar enclavado en el paisaje de montaña, presenta un relieve quebrado que se ve interrumpido por la presencia de mesetas y terrazas bajas (El Palmar de La Cope y Vega de Aza) conformadas por deposiciones de materiales transportados desde las montañas por ríos y quebradas y por acción de la gravedad. Topografía con pendientes mayores a 35º.

### Organización parroquial
La jurisdicción tiene una única parroquia llamada San Josecito.
Parroquia "San José Obrero" de la Diócesis de San Cristóbal
| Parroquia        | Superficie | Población   | Densidad | Capital      |
| ---------------- | ---------- | ----------- | -------- | ------------ |
| 1.) San Josecito | km²        | hab.        | hab./km² | San Josecito |
| Municipio Torbes | 110 km²    | 54.326 hab. | hab./km² | San Josecito |

Diócesis de San Cristóbal de Venezuela

## Política y gobierno

### Alcaldes
| Período     | Alcalde            | Partido político / Alianza | % de votos | Notas |
| ----------- | ------------------ | -------------------------- | ---------- | --- |
| 1995 - 2000 | José Gerardo Ostos |                            | -          | Primer alcalde bajo elecciones directas (se realizaron elecciones generales adelantadas en el 2000 debido a la aprobación de la Constitución de 1999) |
| 2000 - 2004 | Manuel Peñaloza    |                            | 43,00      | Segundo alcalde bajo elecciones directas |
| 2004 - 2008 | Manuel Peñaloza    |                            | 57,39      | Reelecto |
| 2008 - 2013 | Gustavo Canelones  |                            | 53,74      | Tercer alcalde bajo elecciones directas (se postergan 1 año las elecciones municipales pautadas para finales del 2012)                                |
| 2013 - 2017 | Alberto Maldonado  |                            | 52,31      | Cuarto alcalde bajo elecciones directas |
| 2017 - 2021 | Roberto Lobo       |                            | 63,49      | Quinto alcalde bajo elecciones directas |
| 2021 - 2025 | Derwin Canelones   |                            | 45,10      | Sexto alcalde bajo elecciones directas |

### Concejo municipal
Período 1995 - 2000
| Concejales:      | Partido político / Alianza |
| ---------------- | -------------------------- |
| Rosa Boada       | AD                         |
| Fernando Sánchez | AD                         |
| Walter Rodríguez | AD                         |
| José Rodríguez   | AD                         |
| José Valero      | AD                         |
| Tomas Rondon     | FUERZA TACHIRENSE          |
| Luis Silva       | COPEI                      |

Período 2000 - 2005
| Concejales:   | Partido político / Alianza |
| ------------- | -------------------------- |
| Javier Castro | MVR                        |
| Manuel Vera   | MVR                        |
| José Peralta  | MVR                        |
| Sonia de León | MVR                        |
| Henry Arzola  | MVR                        |
| Ruben Ospina  | AD                         |
| Rosa Boada    | AD                         |

Período 2005 - 2013
| Concejales:     | Partido político / Alianza |
| --------------- | -------------------------- |
| Javier Castro   | MVR                        |
| Manuel Vera     | MVR                        |
| Nancy Rubio     | MVR                        |
| Amdrus Zambrano | MVR                        |
| Simon Velasco   | MVR                        |
| Jorge Meneses   | MVR                        |
| Evelia Pérez    | MVR                        |

Período 2013 - 2018
| Concejales        | Partido político / Alianza |
| ----------------- | -------------------------- |
| Franklin Chacón   | MUD                        |
| Rosa Noguera      | MUD                        |
| Margarita Sánchez | MUD                        |
| Pedro Vivas       | MUD                        |
| Jorge Hernández   | MUD                        |
| Fracier Granados  | MUD                        |
| Roberto Lobo      | PSUV                       |

Período 2018 - 2021
| Concejales       | Partido político / Alianza |
| ---------------- | -------------------------- |
| Eibes Peredes    | PSUV                       |
| Nancy Colmenares | PSUV                       |
| Ender Parada     | PSUV                       |
| Amdrus Zambrano  | PSUV                       |
| Alba Delgado     | PSUV                       |
| José Belén       | PSUV                       |
| Alba Delgado     | PSUV                       |

Período 2021 - 2025
| Concejales       | Partido político / Alianza |
| ---------------- | -------------------------- |
| Nidia Gutiérrez  | PSUV                       |
| Alba Delgado     | PSUV                       |
| Andrus Zambrano  | PSUV                       |
| Mariangel Farias | PSUV                       |
| Moises Tovar     | PSUV                       |
| Luz Rodríguez    | AD                         |
| Katty Delgado    | AD                         |